# Marieulles
Marieulles – miejscowość i gmina we Francji, w regionie Grand Est, w departamencie Mozela.
Według danych na rok 1990 gminę zamieszkiwały 554 osoby, a gęstość zaludnienia wynosiła 68 osób/km² (wśród 2335 gmin Lotaryngii Marieulles plasuje się na 558. miejscu pod względem liczby ludności, natomiast pod względem powierzchni na miejscu 736.).